# پل میان‌راهان
پل میان‌راهان (به کردی: پل میانڕێان، پرد میانڕێان) پلی تاریخی است که در میان‌راهان و بر روی رودخانهٔ دینورآب ساخته شده‌است. بنای این پل به دوران صفوی منسوب شده‌است.

## موقعیت
پل میان‌راهان در جنوب شهر میان‌راهان، و بر سر راه بیستون به سنقر بر روی رودخانهٔ دینورآب ساخته شده‌است.

## ویژگی‌ها
طول پل میان‌راهان ۴۷/۳۰ متر، عرض آن با درنظر گرفتن پی جان‌پناه‌ها ۴/۸۵ متر و جهت آن شمالی-جنوبی است. این پل دارای ۳ دهانه و ۴ پایه است. پایه‌های پل میان‌راهان هرکدام دارای یک بخش میانی و دو آب‌شکن سه‌گوش در دو طرف خود هستند.

## قدمت
بنای پل میان‌راهان به دوران صفوی منسوب شده‌است. این پل به فرمان عبدالصمدخان یاوری با همکاری اداره راه در دوران پهلوی بازسازی شد.

## آسیب‌ها
اگرچه این پل مورد مرمت قرار گرفته، اما به دلیل عبور وسایل نقلیه از روی پل در زیر دهانهٔ شمالی آن یک طاق بتونی به شکل مثلث ساخته شده‌بود که به ساختمان پل آسیب زده‌بود. پس از مدتی جهت حفاظت از آن، پل بتونی جدیدی در ارتفاعی پایین‌تر و در کنار پل میان‌راهان ساخته شد و میراث فرهنگی نیز طاق بتونی مزبور را تخریب و بخش‌های آسیب‌دیدهٔ پل میان‌راهان را ترمیم کرد. تنها چشمهٔ پل که بنای آن دست‌نخورده و سالم باقی مانده، چشمهٔ شمالی است که از دو چشمهٔ دیگر کوچک‌تر است. قسمت‌هایی از طاق چشمه‌های میانی و جنوبی به علت فشار زیادی که به مرور به آن‌ها وارد شده فرو ریخته و بعداً تعمیر شده‌است.